# Strömsholmkanaal

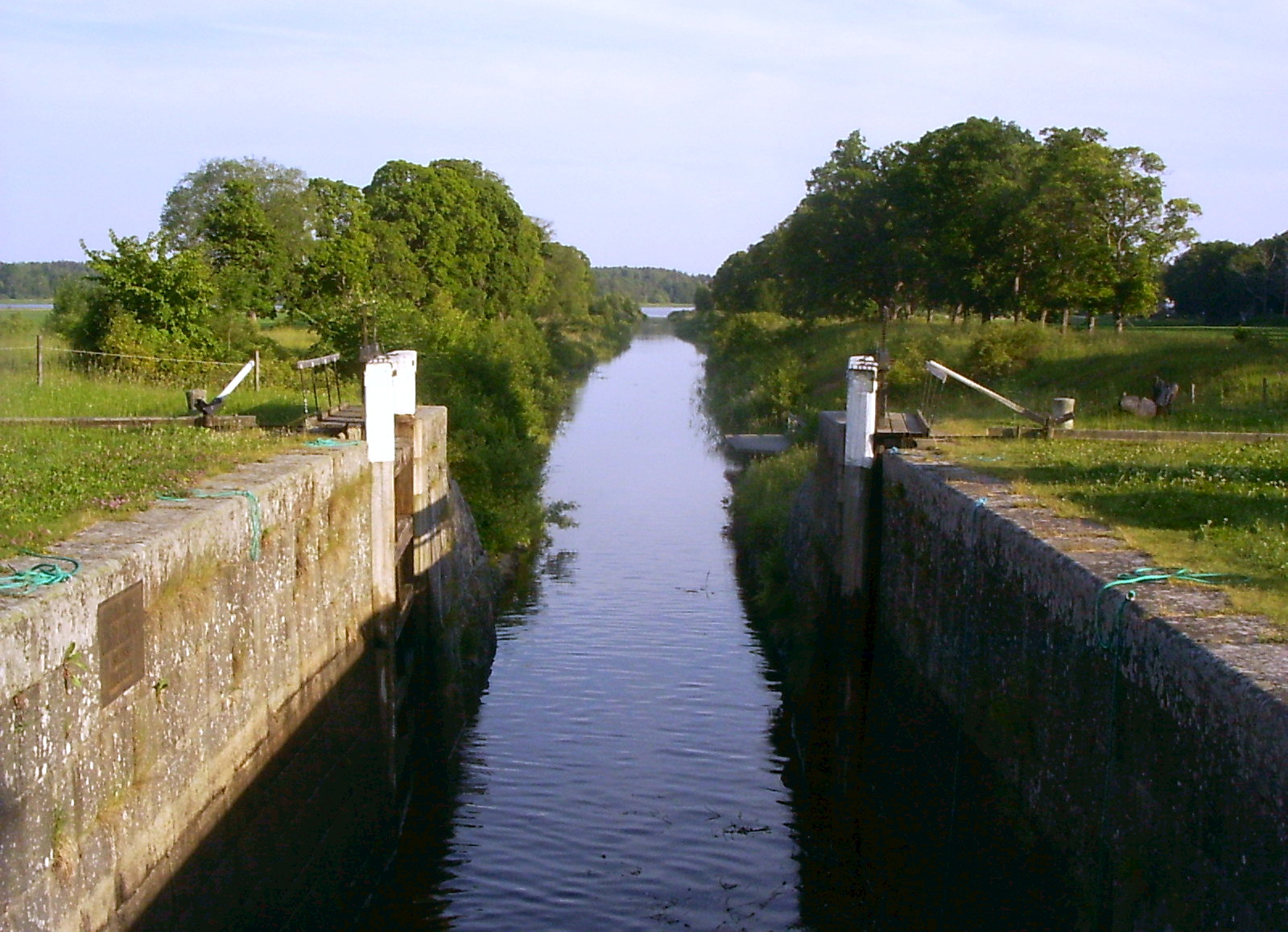
Strömsholmkanaal

Het Strömsholmkanaal is een kanaal in Zweden dat van het Mälarmeer dicht bij Strömsholm naar Smedjebacken loopt. Het is bijna honderd kilometer lang en heeft 26 sluizen.
Het duurde 18 jaar om het kanaal te bouwen. Merkwaardig is dat slechts 12 km effectief uitgegraven moest worden: de rest bestaat uit meren die voor de scheepvaart werden aangepast.
De hoofdreden om het kanaal te bouwen was het vervoer van ijzer van de vele bedrijven langs het kanaal.
De opening van de spoorlijn tussen Västerås en Bergslagen betekende het eind van het transport via het water. Het kanaal wordt nu alleen nog voor pleziervaarten gebruikt.